# May'n THE MOVIE -Phonic Nation-
『May'n THE MOVIE -Phonic Nation-』（メイン・ザ・ムービー -フォニック・ネイション-）は、2011年公開の日本映画。日本の歌手May'nの音楽活動を収録した3D映画である。須永秀明監督作品。

## 概要
作品の中心は、2010年9月の「May'n SUMMER TOUR 2010 "PHONIC◆NATION"」Zepp Tokyo最終公演の模様を収録した3Dライブ映像である。ブレイクのきっかけとなった「シェリル・ノーム starring May'n」名義の曲に、個人名義のシングル曲を交えて進行する。
3D映像の撮影は『U2 3D』（2009年）でも使用された「3ality Digital」方式で行っている。日本人アーティストの3Dライブ映画は、湘南乃風の『湘南乃風 3D LIVE　軍団伝説2010』、浜崎あゆみの『A3D ayumi hamasaki ARENA TOUR 2009 A 〜NEXT LEVEL〜』に続く3作品目となる。
曲間には本人や関係者へのインタビュー、リハーサル風景、ステージ裏の表情などが挿入され、May'nの人物像を捉えるドキュメンタリー的な構成にもなっている。思い出の海外公演の地シンガポールやマレーシアを再訪し、「歌に国境はない」という想いからツアータイトル曲「Phonic Nation」を作詞・作曲する過程を追っている。
なお、須永監督はミュージックビデオを多数手がけているが、May'nが15歳の時、「中林芽依」名義で発表したデビューシングル「Crazy Crazy Crazy」（2005年）のプロモーションビデオを撮影したという縁がある。

## 劇中歌唱曲
- ダイアモンド クレバス（アカペラ）
- ギラギラサマー(^ω^)ノ
- 永遠
- 射手座☆午後九時 Don't be late
- ユニバーサル・バニー
- シンジテミル
- インフィニティ
- ノーザンクロス
- Ready Go!
- Phonic Nation